# Богољуб Митић
Богољуб Митић (Власотинце, 12. јануар 1968 — Београд, 22. јун 2017), познат и под надимком Ђоша, био је српски глумац, хумориста и ТВ водитељ.

## Биографија
Рођен је 12. јануара 1968. године у Власотинцу, где је био познат као Боге Миза. Надимак Ђоша или Бата Ђоша добио је по улози Ђоше у ТВ серији „Породично благо“, којом је стекао велику популарност. 
Факултет за позоришну организацију и менаџмент у култури, завршио је у 44. години живота. 
У ТВ серији „Агенција за СИС“ је поред главне улоге (Муља) био и сарадник на писању сценарија, а написао је сценарио и за тв серију Смешно ћоше код Ђоше. Учествовао је више пута у шоу програму Твоје лице звучи познато. 
Поред глумачке каријере, опробао се и као водитељ у музичким емисијама Гранд продукције и ријалити шоуа Парови, где је у петој сезони имао своју емисију Јутарња кафица. Своју глумачку каријеру започео је као управник Аматерског Валтер театра у Власотинцу, затим је играо у Лесковачком позоришту и био стални члан Шабачког ансамбла. 
Био је ожењен и имао је две ћерке.
Преминуо је 22. јуна 2017. у Београду, од последица срчаног удара. Сахрањен је у Власотинцу.

## Улоге
| Год.       | Назив                       | Улога                  |
| ---------- | --------------------------- | ---------------------- |
| 1990-е     |                             |                        |
| 1998−2002. | Породично благо             | Ђорђе „Ђоша“ Стојковић |
| 2000-е     |                             |                        |
| 2000.      | Тајна породичног блага      | Ђорђе Ђоша Стојковић   |
| 2000.      | А сад адио                  | Ђорђе Ђоша Стојковић   |
| 2001.      | Буди фин                    |                        |
| 2001.      | Сељаци                      | Мачак                  |
| 2001.      | Све је за људе              | Мачак                  |
| 2003.      | Ивкова слава                | Курјак                 |
| 2005.      | Леле, бато                  | Ђорђе Ђоша Стојковић   |
| 2006.      | Курсаџије                   | директор               |
| 2006−2007. | Агенција за СИС             | Муља                   |
| 2007.      | Црни Груја и камен мудрости | Драгић                 |
| 2006−2009. | Сељаци (ТВ серија)          | Мачак                  |
| 2007.      | Кафаница близу СИС-а        | Муља                   |
| 2010-е     |                             |                        |
| 2010.      | Азиланти                    | Љубиша                 |
| 2010.      | Велика слика                | Лотар                  |
| 2012.      | Смешно ћоше код Ђоше        |                        |
| 2012−2013. | Академци                    |                        |
| 2013.      | Тесна кожа 5                |                        |
| 2017.      | Куде ћемо течу              |                        |
| 2018.      | Немањићи — рађање краљевине | Угљар, Богданов отац   |